# チエンマイ教区

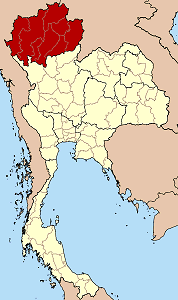
チェンマイ教区

チェンマイ教区（สังฆมณฑลเชียงใหม่、The Diocese of Chiang Mai）（ローマ・カトリック教会）はタイ北部にある司教区。バンコク大司教区の属司教区。チエンマイ県ムアンチエンマイ郡タムボン・チャーンクラーン、ヂャルーンプラテート通り225に司教座を構える。この司教区は89,483 km2の面積を持ち、チエンマイ県、メーホンソーン県、ラムプーン県、ラムパーン県、チエンラーイ県、ナーン県、パヤオ県、プレー県を管轄する。2001年の時点で教区内の580万人の住民の内、36,518人がカトリック信者である。

## 歴史
この教区は1959年11月17日にチェンマイ代牧区として発足。1965年12月18日に司教区に昇格した。 

## 司教座聖堂

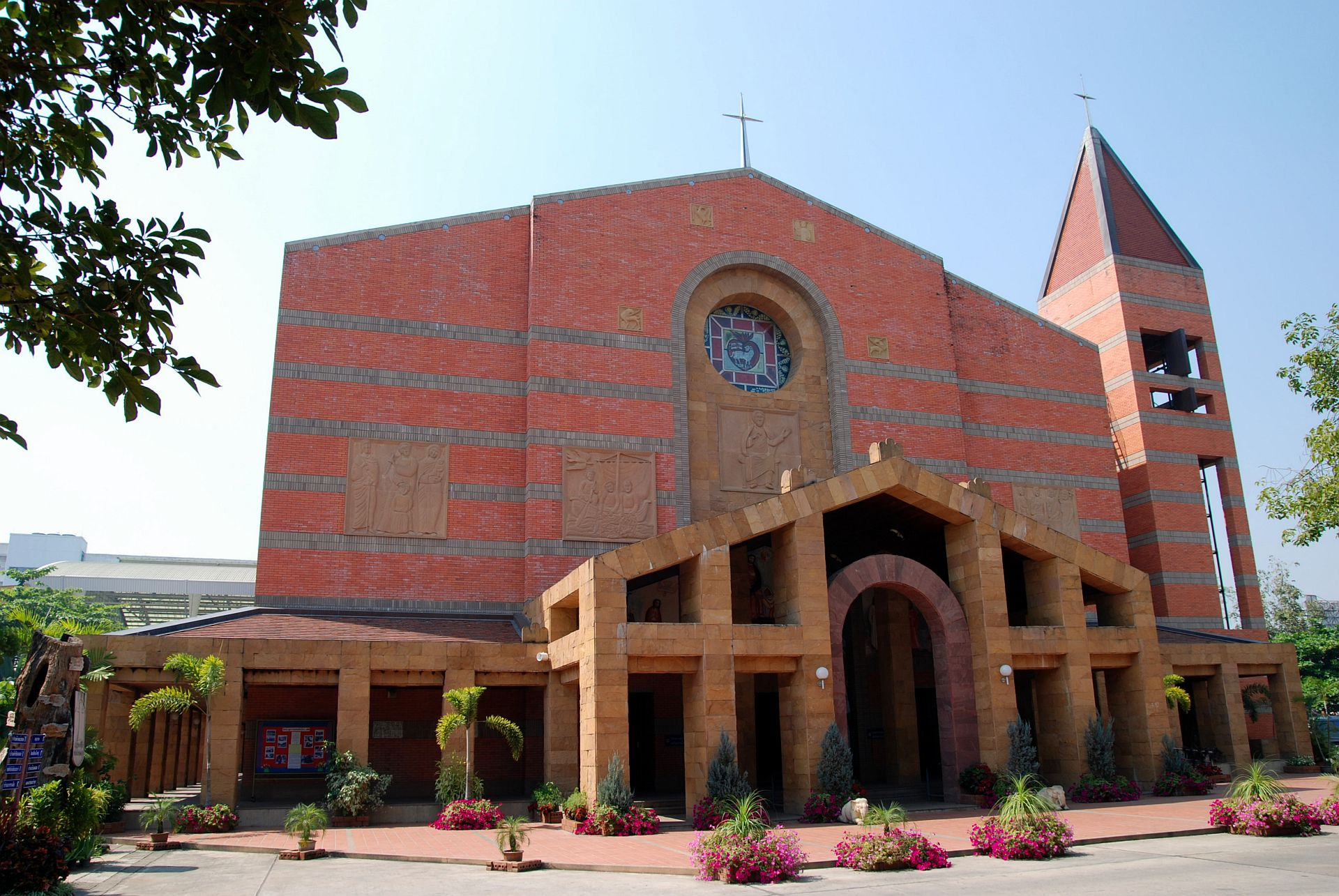
チェンマイ聖心大聖堂

司教座聖堂はムアンチエンマイ郡のチエンマイ聖心大聖堂（The Cathedral of the Sacred Heart、อาสนวิหารพระหฤทัย）。北緯18度46分30.5秒 東経99度0分11.2秒 / 北緯18.775139度 東経99.003111度
現在の聖堂は1999年10月30日に3代目の司教座聖堂に就任した。最初の司教座聖堂は1931年に就任。さらに1965年2月28日に2代目の司教座聖堂が落成し、就任している。

## 付属教育施設
聖心カレッジと幼稚園が、教会設立後、1932年に教会の近くに建設された。開設当初、学生数は40人しかいなかったが、現在では4000人以上。近年、英語プログラムを創設した。英語プログラムの受講者は100名程度で、16人の生徒と先生2名（タイネイティブ・英語ネイティヴ）小クラス制をとっている。カレッジは私立であるが、政府によって授業料が低く抑えられており、私立インターナショナルスクールよりも安い。

## 教区長司教
- フランシス・サヴィエ・ウィラ・アーポンラット（Francis Xavier Vira Arpondratana）:2009年2月10日 - 2025年1月11日
- ヨーセフ・サンワーン・スラサラーン（Joseph Sangval Surasarang）:1986年10月17日 - 2009年2月10日
- ロバート・ラット・バムルントラグン（Robert Ratna Bamrungtrakul）: 1975年4月28日 - 1986年10月17日
- リュシアン・ベアンハルト・ラコステ（Lucien Bernard Lacoste）, 中国雲南省大理司教:1959年-1975年 (知牧区)